# Molnija 1-1
De Molnija 1-1 (Russisch: Молния-1, "Bliksem") was de eerste officiële Russische telecommunicatiesatelliet. Het eerste cijfer één slaat op de serie: er bestaan meerdere, technisch van elkaar verschillende, uitvoeringen van dit type. Het tweede cijfer is het vluchtnummer. Zij werd medio 1965, slechts 17 dagen na de Amerikaanse Intelsat I, gelanceerd. Doel van deze vlucht was om proeven met radio- en TV signalen uit te voeren.

## Ontstaansreden, functie en werking
De Sovjet-Unie ontbeerde, in tegenstelling tot bijvoorbeeld Nederland, de luxe van een landelijk dekkend netwerk van straalzenders en kabelverbindingen tot in alle uithoeken van hun grondgebied. In plaats daarvan zette zij, toen hiervoor de benodigde technologie beschikbaar kwam, haar kaarten op een satelliet-netwerk met landelijke dekking voor zowel TV, radio, telex als telefoon: het Orbita netwerk. De Molnija was primair bedoeld voor het uitzenden van tv-programma's; secundair voor lange-afstandsverbindingen (radio en telefoon) in de Sovjet-Unie. 
De Molnijas kwamen niet in een geostationaire baan zoals bij de Amerikaanse communicatiesatellieten. In plaats daarvan vlogen zij in een langgerekte elliptische baan. Deze waren met opzet zo gekozen, dat ze snel over andere landen vlogen, maar relatief langzaam over de Sovjet-Unie. Afhankelijk van zijn baan kon iedere Molnija 8 à 10 uur per dag radiocontact onderhouden met grondstations, zodat met drie Molnijas (120° van elkaar) een landelijk dekkend netwerk mogelijk was. Alhoewel niet goedkoop, vormde het voor een uitgestrekt land als de Sovjet-Unie een betaalbaar alternatief voor een uitgebreid en daarom zeer kostbaar netwerk van straalzenders.

## Opbouw
Deze hermetisch afgesloten cilindervormige kunstmaan had twee verlengde conische uiteinden, een hoogte van 3.45 m bij een diameter van 1.58 m en een gewicht van 998 kg (Intelsat 1 woog slechts 39 kg). Het ene uiteinde bevatte de hoofdmotor en stuurraketjes, de ander op het vaartuig aangebrachte zonne- en aardesensors voor het standregelsysteem. In het middengedeelte bevond zich onder andere de temperatuurregeling door middel van radiatoren. De benodigde brandstof (hydrazine) zat in bolvormige tanks die in een ring om de hoofdmotor hingen.
Verder beschikte het toestel over een hooggevoelige ontvanger op 1000 MHz en drie zenders, waarvan het er slechts één gebruikte: de andere twee dienden slechts als reserve. Deze werkten op een frequentie van 800 MHz en leverden een vermogen van 40 W. Naast een boordcomputer en vluchtcontrole-instrumenten zorgden accu's voor elektriciteit. Deze werden opgeladen door zes zonnepanelen die 500 à 700 W vermogen opwekten. Er hingen twee hooggevoelige richtbare schotelantennes, 180° van elkaar. Ook hier diende één als reserve, de ander bleef voortdurend op de Aarde gericht. Tv-beelden zond Molnija 1-1 uit tussen 3,4 en 4,1 GHz, die het toestel in een vrij smalle bundel naar de Aarde stuurde. Op deze wijze wist de ontvanger op de grond zich verzekerd van een voldoende sterk signaal.

## Vluchtverloop
Molnija 1-1 werd gelanceerd op 23 april 1965 met behulp van een SS-6 Sapwood draagraket vanaf Tjoeratam, Bajkonoer. Na het bereiken van een parkeerbaan schoot de laatste trap de kunstmaan in een hoge, elliptische baan met een hoogste punt van 39.300 km, een laagste punt van 538 km. De omlooptijd bedroeg 708 minuten. De inclinatie was 65° bij een excentriciteit van 0.73686. Dit had een praktische reden: vanuit een cirkelbaan boven de evenaar is het onmogelijk om gebieden boven de 70° N te bestrijken. Door deze baan vloog Molnija 1-1 op zijn laagste punt (dus relatief snel voor een waarnemer op de grond) over het zuidelijk halfrond. Tweemaal daags op zijn hoogste punt bevond de kunstmaan zich boven het noordelijk halfrond; eenmaal boven Noord-Amerika en een keer boven Rusland. Door het hoge apogeum stond Molnija 1-1 gedurende zijn twaalfurige omloop bijna 8 uur vrijwel stil aan de hemel. Twee dagen later verzorgde deze pionier van de Russische telecommunicatie zijn eerste tv-uitzending tussen Moskou en Vladivostok, meer dan 9000 km van elkaar verwijderd.
Deze kunstmaan functioneerde tot medio mei 1972. Op 16 augustus 1979 viel Molnija 1-1 uiteindelijk terug in de dampkring en verbrandde.